# セッラメッツァーナ
セッラメッツァーナ（伊: Serramezzana）は、イタリア共和国カンパニア州サレルノ県にある、人口約300人の基礎自治体（コムーネ）。

## 地理

### 位置・広がり

#### 隣接コムーネ
隣接するコムーネは以下の通り。
- モンテコーリチェ
- ペルディフーモ
- サン・マウロ・チレント
- セッサ・チレント